# Xinyuan
Xinyuan (léase Sin-Yuán, en chino, 新源县; pinyin, Xīnyuán xiàn; literalmente, ‘nueva fuente’) también conocida por su nombre mongol Kunas (en mongol: Күнәс, romanizado: Kunas, lit. 'valle verde'; en uigur: كۈنەس, romanizado: Künas; en chino, 巩乃斯; pinyin, Gǒngnǎisī) es un condado bajo la administración directa de la Prefectura Yili en la Región autónoma de Sinkiang, República Popular China. Su área es de 7580 km² y su población total para 2010 superó los 280 mil habitantes.

## Administración
Desde octubre de 2019, el condado  Xinyuan se divide en 11 pueblos que se administran en 9 poblados y 2 villas.